# Peggy Dow
Peggy Dow ; właściwie Peggy Josephine Varnadow (ur. 18 marca 1928 w Columbia w stanie Missisipi) – amerykańska filantropka i  aktorka filmowa.
Jej aktorska kariera trwała zaledwie 3 lata. W okresie od 1949 do 1951 zagrała w 9 filmach wytwórni Universal Pictures. Najbardziej pamiętaną kreację stworzyła w komediodramacie Harvey (1950; reż. Henry Koster) z Jamesem Stewartem w roli głównej. W 1952 ostatecznie zrezygnowała z aktorskiej kariery po tym gdy poślubiła potentata naftowego Waltera Helmericha III. Poświęciła się wychowaniu pięciu synów i działalności charytatywnej.

## Filmografia
- Undertow (1949) jako Ann McKnight
- Kobieta w ukryciu (1950) jako Patricia Monahan
- Shakedown (1950) jako Ellen Bennett
- Śpiące miasto (1950) jako Kathy Hall
- Harvey (1950) jako panna Kelly
- Jasne zwycięstwo (1951) jako Judy Greene
- You Never Can Tell (1951) jako Ellen Hathaway
- Reunion in Reno (1951) jako Laura Carson
- I Want You (1951) jako Carrie Turner
- The Cases of Eddie Drake (1952; serial TV) jako Regina (gościnnie)